# 196000 Izzard
196000 Izzard este un asteroid din centura principală de asteroizi.

## Descriere
196000 Izzard este un asteroid din centura principală de asteroizi. A fost descoperit pe 15 septembrie 2002 la Observatorul Palomar de Robert D. Matson. Asteroidul prezintă o orbită caracterizată de o semiaxă mare de 3,07 ua, o excentricitate de 0,18 și o înclinație de 1,4° în raport cu ecliptica.